# Calyptranthes thomasiana
Calyptranthes thomasiana är en myrtenväxtart som beskrevs av Otto Karl Berg. Calyptranthes thomasiana ingår i släktet Calyptranthes och familjen myrtenväxter. IUCN kategoriserar arten globalt som starkt hotad. Inga underarter finns listade i Catalogue of Life.